# یوکی ایمامورا
یوکی ایمامورا (ژاپنی: 今村 優貴؛ زادهٔ ۱۱ ژوئیهٔ ۱۹۷۶) یک بازیکن فوتبال اهل ژاپن است.
از باشگاه‌هایی که در آن بازی کرده‌است می‌توان به باشگاه فوتبال ونتفورت کوفو اشاره کرد.